# Greenmow

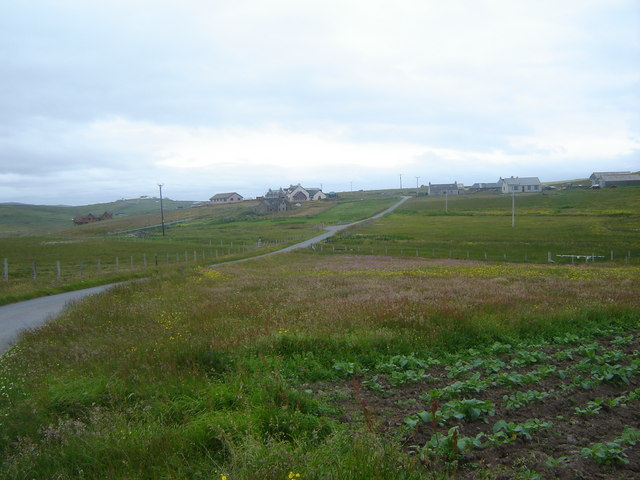
Häuser von Greenmow

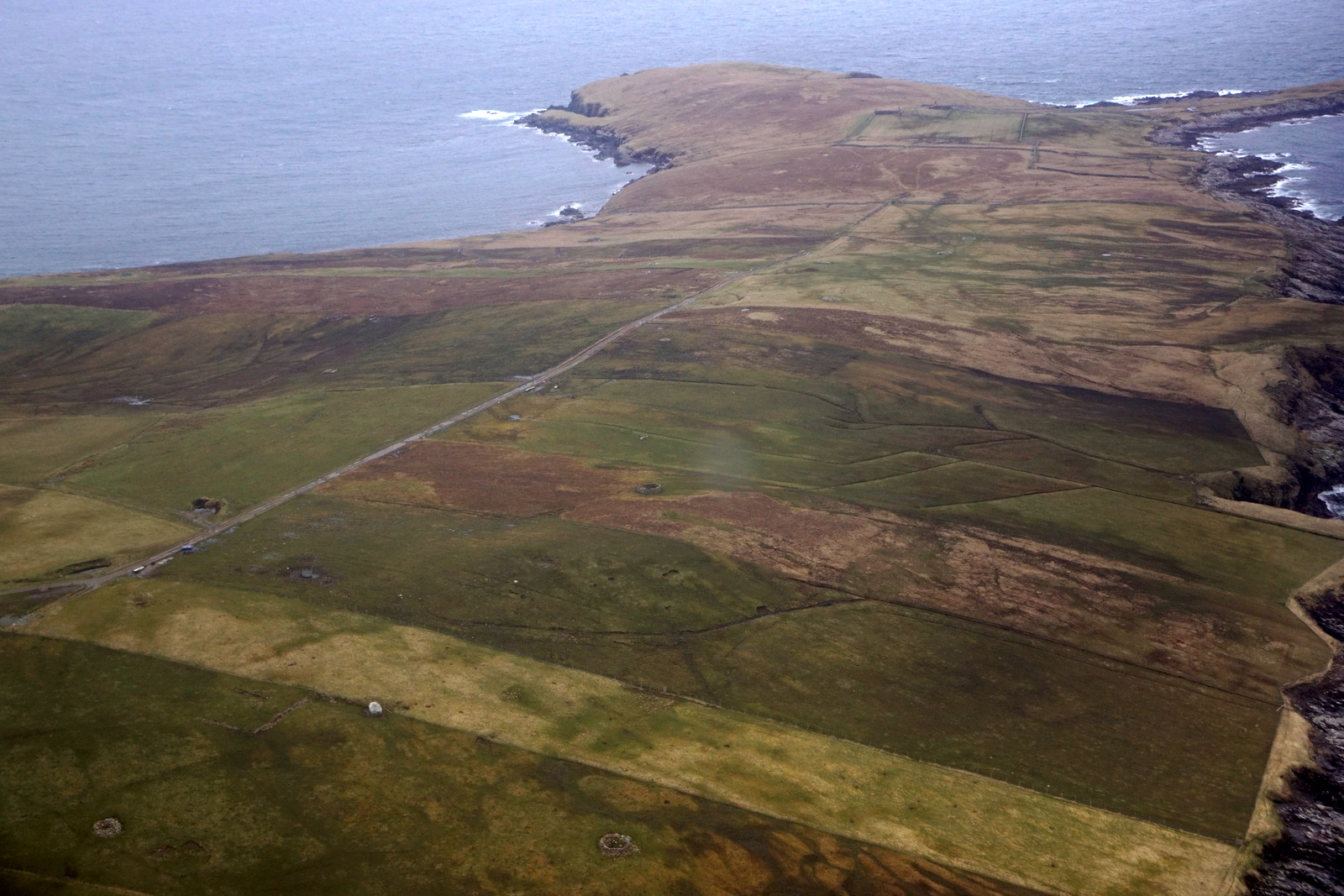
Greenmow und Helli Ness aus der Luft

Greenmow ist eine Ortschaft, die in Schottland im Süden der Shetlandinseln liegt.

## Geographie
Greenmow ist ein kleiner Ort von Croftern, der im Süden von Mainland in der Nähe der Ostküste liegt. Nach Cunningsburgh sind es anderthalb Kilometer im Nordwesten, eine weitere Ortschaft in der Nähe ist Aithsetter im Norden. Die kleine Halbinsel, auf der Greenmow liegt, wird von Mainland getrennt durch den Aith Voe und findet ihr östliches Ende im Kap Helli Ness.

## Historisches
Im Rahmen der historischen Gliederung Schottlands in Civil Parishes zählt Greenmow zu Dunrossness.